# Jasperoïde

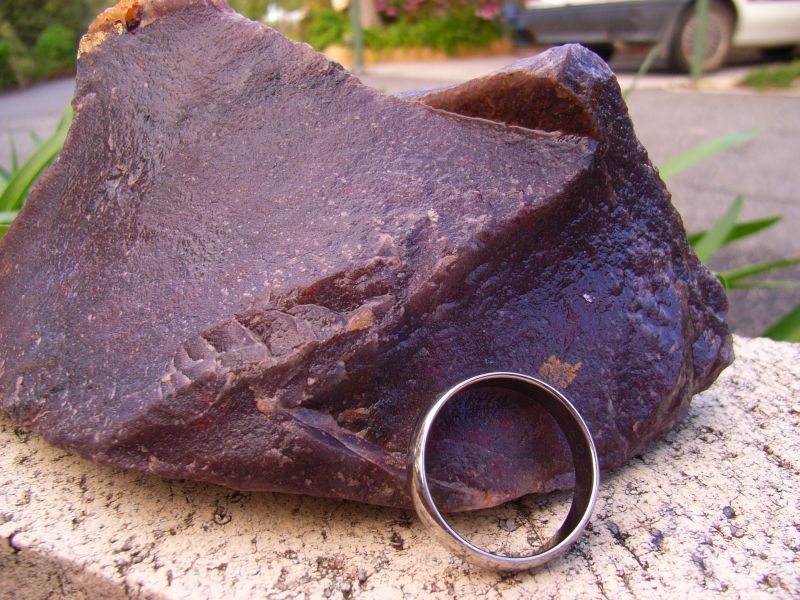
Hematiet-jasperoïde. Dit type jasperoïde bestaat uit amethyst (paarse variant van kwarts) en bevat de mineralen hematiet en magnetiet, beide oxiden van ijzer, die het een donkerrode kleur geven. Locatie: Yarlarweelor mijn, Glengarrybekken, West-Australië. Trouwring voor de schaal.

Jasperoïde is een gesteente dat bestaat uit afanitische (fijnkorrelige) kwarts, maar het uiterlijk heeft van een kalksteen.
Jasperoïde ontstaat door metasomatisme onder invloed van hydrothermale circulatie in de buurt van (warme) magmatische intrusies in de aardkorst. Om jasperoïde te vormen moet in de hydrothermale vloeistoffen een hoge concentratie silica zijn opgelost. Als de vloeistof door kalksteen stroomt, zullen de dolomiet- en calcietkristallen worden vervangen door kwarts. Dit kan zo perfect gebeuren dat het gesteente zelfs de originele textuur en kleur van de protoliet (de kalksteen) behoudt.
Jasperoïde is een bekende bron van goud- en zilverertsen, die samen met de kwarts uit de vloeistof neerslaan.
Vergelijkbare gesteenten zijn jaspis en jaspilliet, die echter op een andere manier gevormd worden. Jaspis is een chemisch sediment dat ontstaat door de neerslag van silica, jaspilliet ontstaat door metamorfose van sedimentair gesteente.